# Lachnaia zoiai
Lachnaia zoiai là một loài bọ cánh cứng trong họ Chrysomelidae. Loài này được Regalin miêu tả khoa học năm 1997.